# 米盛病院

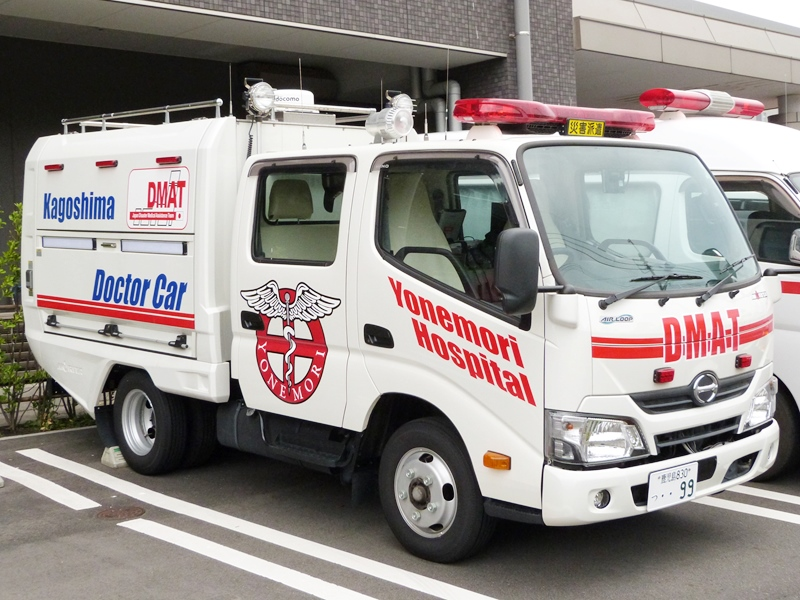
当院の消防車型DMATカー

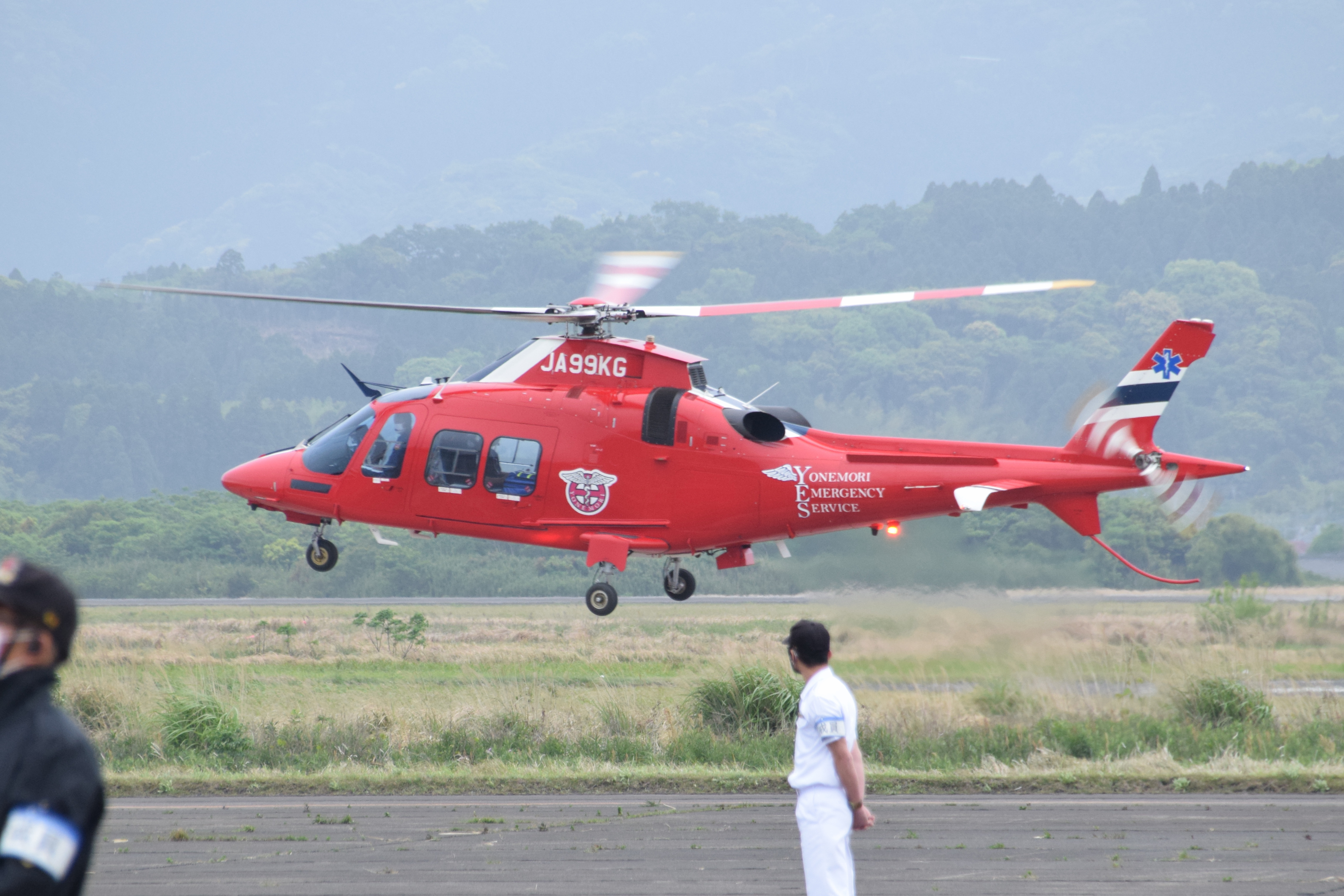
当院が運用する民間救急ヘリコプターRed Wing

米盛病院（よねもりびょういん）は、鹿児島県鹿児島市与次郎一丁目にある日本の総合病院。社会医療法人緑泉会が設置する。地域災害拠点病院等に指定されている。

## 診療科
- 救急科
- 総合診療科
- 整形外科
- 循環器内科
- 血管外科・心臓血管外科
- 脳神経外科
- 形成外科
- 外科・消化器外科
- 内科
- 呼吸器内科
- 消化器内科
- 脳神経内科
- 心療内科
- リウマチ科
- リハビリテーション科
- 放射線科
- 麻酔科
- 小児科
- 胎児診断外来
- 遺伝カウンセリング外来

## 医療機関の指定・認定
（下表の出典）
| 救命救急センター                               |
| 指定自立支援医療機関（育成医療・更生医療）     |
| 指定自立支援医療機関（精神通院医療）           |
| 災害拠点病院（地域）                           |
| 保険医療機関                                   |
| 労災保険指定医療機関                           |
| 身体障害者福祉法指定医の配置されている医療機関 |
| 生活保護法指定医療機関                         |
| 臨床研修病院（基幹型・協力型）                 |
| DPC対象病院                                    |
| 原子爆弾被害者一般疾病医療取扱医療機関         |
| 特定疾患治療研究事業委託医療機関               |
| 結核指定医療機関                               |
| 在宅療養後方支援病院                           |

- 救急告示病院[3]
- 鹿児島県DMAT指定病院[1]
- 原子力災害協力医療機関[4]
- 新型コロナウイルス感染症重点医療機関[1]
- 公益財団法人日本医療機能評価機構認定病院[5]
- このほか、各種法令による指定・認定病院であるとともに、各学会の認定施設でもある。

## 特徴
- 2014年に鹿児島県と協定を締結し、民間救急ヘリ「Red Wing」を運用している。また、消防車型DMATカーを有している。

## 交通アクセス
- 鹿児島中央駅より
  - 鹿児島市電2系統に乗車、高見馬場電停より同1系統に乗換、荒田八幡電停徒歩15分。

- 鹿児島市営バス 16番線 鴨池港・文化ホール線「与次郎一丁目」停留所下車[6]
- 鹿児島市営バス 27番線 県庁・与次郎線「与次郎一丁目」停留所下車[6]
- 鹿児島交通 32-1番線 鴨池港行き「共月亭・米盛病院前」停留所下車[6]